# Poney des Mogods
Le poney des Mogods (arabe : خيل مقعد), aussi appelé poney tunisien, est une race primitive et autochtone de poney de Tunisie.

## Histoire

### Origines
Les origines du poney des Mogods restent peu définies, bien que des recherches soient en cours. Selon l'une des hypothèses avancées, le poney des Mogods serait une variante du cheval Barbe, Arabe-Barbe, ou Arabe. Pour d'autres encore, il s'agirait d'une race primitive autochtone dont les propriétaires, fuyant les invasions, se seraient réfugiés dans les montagnes. C'est à cette occasion que la race serait devenue montagnarde.

### XXesiècle
L'élevage de cette race de poneys est particulièrement florissant au début du XXe siècle. Le poney des Mogods en effet très prisé pour les sports équestres, comme le polo. D'après le bulletin de l'agriculture et du commerce de Tunisie paru en 1903, environ 500 poneys étaient exportés chaque année en direction de l'Italie, de Malte, de la France et de l'Angleterre. On rapporte que Lord Mountbatten, le dernier vice-roi des Indes, en avait fait acheter un lot pour son équipe de polo.
L'administration tunisienne décide dès août 1902 de gérer cette race par le biais d'un stud-book particulier. Cependant, la Première Guerre mondiale met un terme à ces efforts. La production du poney a fortement chuté après la fin de la Seconde Guerre mondiale, notamment à cause de la motorisation de l'agriculture. Pour éviter l'extinction de la race, les autorités tunisiennes ont confié à la Fondation nationale d'amélioration de la race chevaline, établissement public sous la tutelle du ministère de l'Agriculture, la gestion de cette race.

## Description

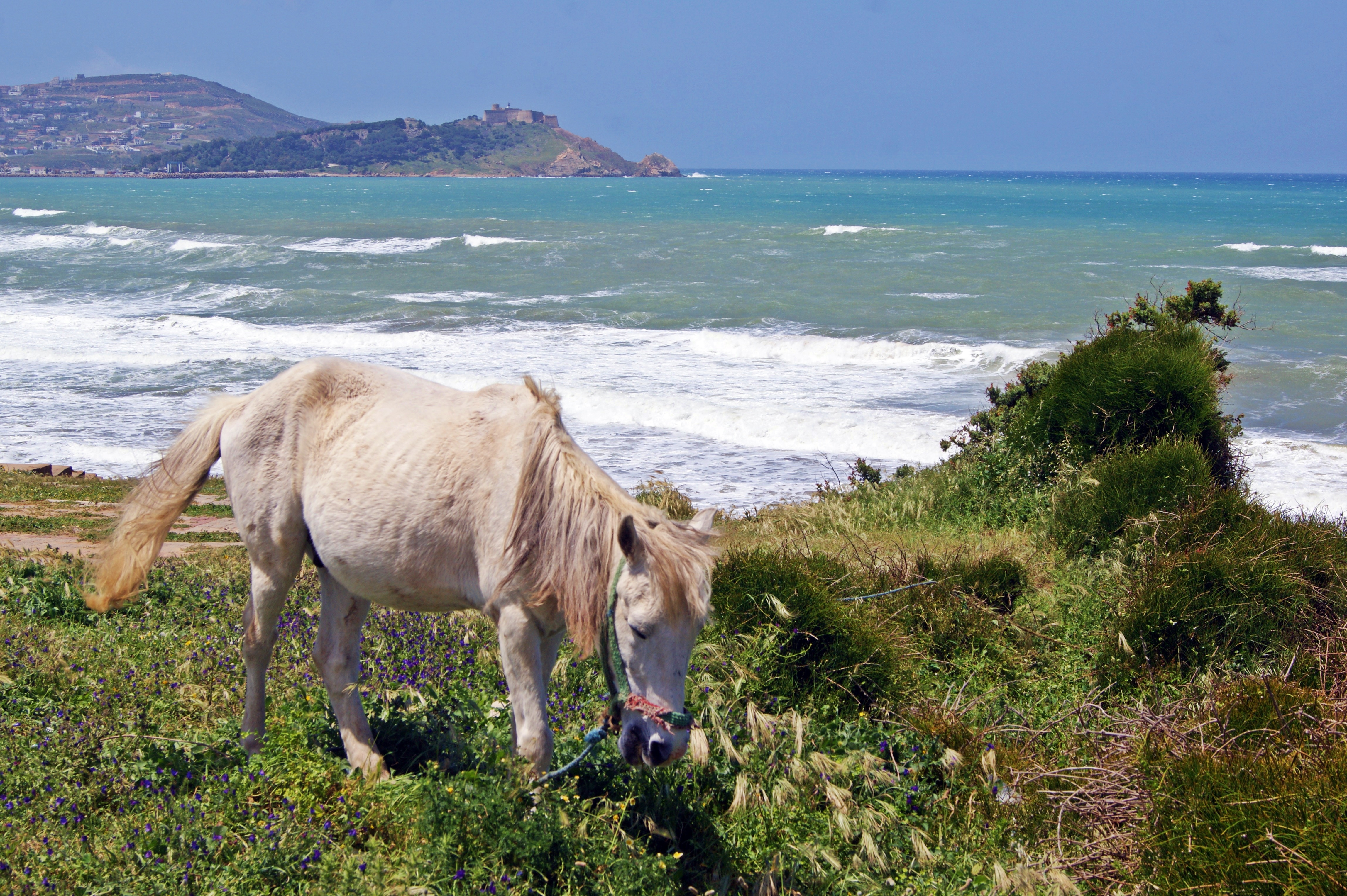
Poney des Mogods à Tabarka.

### Morphologie
Le poney des Mogods mesure entre 1,20 m et 1,40 m selon l'étude de Chabchoub et al., entre 1,20 m et 1,45 m selon le guide Delachaux. Il est proche du cheval Barbe. Son corps est bien proportionné et ses muscles prononcés. Son encolure est courte et forte, son dos droit, ses membres courts et secs. Sa poitrine est large et profonde, sa tête expressive. Ses aplombs sont très réguliers et ses sabots sont assez durs pour ne pas avoir à être ferrés,.
Certains travaux relevés par S. Sebbag estiment que la morphologie du poney de Mogod se rapproche davantage de celle d'un cheval plutôt que de celle d'un poney. En effet, ses yeux, son garrot, sa croupe et ses reins présentent de fortes ressemblances avec ceux du cheval Barbe. Certaines de ses caractéristiques morphologiques ne correspondent pas à celles du poney : il est plus haut que long, avec une longueur de canon supérieure à celle du Barbe.
Le poney des Mogods est un poney rustique, habitué à des conditions de vie difficiles. C'est une race montagnarde au pied très sûr et au tempérament calme mais énergique. Il possède une grande capacité de travail et on le voit souvent manié par des enfants ou des personnes âgées.

### Robes
Les robes les plus fréquentes sont l'alezan, le bai et le gris. La présence de marques primitives est possible, notamment des zébrures.

## Utilisations
Le poney des Mogods est très polyvalent. Dans ses montagnes d'origine, il est utilisé comme animal de bât, pour le transport d'eau ou de marchandises. Il est également employé comme moyen de transport ; il est à cette occasion monté à cru et sans mors. En raison de la motorisation croissante observée, même dans les campagnes les plus reculées, il est de moins en moins employé à ces fins.
Avec le regain d'intérêt dont il jouit, le retour à une utilisation de loisir ou sportive, telle qu'elle existait au début du XXe siècle, est possible. Le poney des Mogods serait alors un partenaire pour l'attelage, la randonnée, etc. Grâce à son caractère calme et docile, il peut être un bon poney d'enseignement.

## Diffusion de l'élevage
La race est propre à l'extrême Nord-Ouest de la Tunisie,. La région des Mogods forme son berceau. On trouve également des poneys des Mogods dans les régions d'Amdoun, de Héllil Mogod et de Nefza. Ces régions sont caractérisées par un relief accidenté, des forêts de chênes-lièges et une sécheresse estivale, autant de facteurs qui ont façonné la morphologie et le caractère du poney.
Sa population est évaluée à environ un millier d'individus en 2002,. Il n'existe pas de relevé des effectifs sur la base de données DAD-IS ; la race nécessite un inventaire et des mesures de conservation.